# Nat Young
Nat Young (Santa Cruz, 17 de junho de 1991) é um surfista profissional americano que está na ASP World Tour desde 2013.

## Carreira
Nat Young começou no WQS em 2010 e ganhou seu primeiro evento no WQS em 2012 quando ganhou o Vans Pier Classic em Huntington Beach, Califórnia. Em 2013 entrou na ASP World Tour e foi premiado "Rookie of the Year" no mesmo ano.

## Títulos
| Vitórias no WQS |                   |                              |                |
| Ano             | Evento            | Local/Praia                  | País           |
| 2012            | Vans Pier Classic | Huntington Beach, Califórnia | Estados Unidos |

## Ligações Externas
Perfil do Nat Young na WSL